# Antiteza
Antiteza (grč. anti- = protiv, thesis = položaj) stilska je figura koja se zasniva na opreci, odnosno suprotnosti. Dva se suprotna pojma stavljaju jedan uz drugi, da bi se naglasio kontrast.
Posebna su vrsta antiteze slavenska antiteza i oksimoron.

## Primjeri antiteze
- Vladimir Nazor, „Dvoji anđeli”

Bučni su anđeli tuge...

Al anđeli radosti šute.

- Dragutin Tadijanović, „Prsten”

Preda mnom, da se ruka moja neće nikada

Rastati od prstena, od prstena od srebra,

S kamenom tamnim kao krv, a zovu ga karneol

- Evanđelje, Mt, 5, 43-45

Čuli ste da je rečeno: "Ljubi svoga bližnjega, a mrzi neprijatelja."

A ja vam kažem: "Ljubite svoje neprijatelje, molite za one koji vas progone." (Isus)